# Ensenada (Chili)
Pour les articles homonymes, voir Ensenada (homonymie).
Ensenada est une localité du Chili située en pleine nature sur les rives du Lac Llanquihue, dans la  région des Lacs à 47 km de la ville de Puerto Varas.
Cette localité a une économie centrée sur l'agriculture et le tourisme. 
Elle constitue un point d'accès au Parc national Vicente Pérez Rosales, et notamment au volcan Osorno et à sa station de ski, ainsi qu'au lac Todos los Santos et à son embarcadère à Petrohue. 
Une route relie Ensenada au fjord de Reloncaví, et en particulier à Cochamó, village situé à l'embouchure de l'estuaire de Reloncaví.